# Delia Arnold
Pour les articles homonymes, voir Arnold.
Delia Arnold, née le 26 janvier 1986 à Kuala Lumpur, est une joueuse professionnelle de squash représentant la Malaisie. Elle atteint en septembre 2015 la douzième place mondiale sur le circuit international, son meilleur classement après avoir battu la 2e joueuse mondiale, Raneem El Weleily en quart de finale du British Open.

## Biographie
Elle naît dans une famille de joueurs de squash avec son père Raymond Arnold, multiple fois champion de Malaisie et entraîneur de l'équipe de Malaisie. Sa sœur Rachel Arnold est également joueuse professionnelle de squash. Elle est mariée avec le joueur de badminton malaisien Lin Woon Fui.
Son plus grand exploit survient en mai 2015 quand elle bat la no 3 mondiale  Alison Waters, la no 11 mondiale Annie Au et la no 2 mondiale Raneem El Weleily au British Open avant d'être battue en demi-finale par Camille Serme, future vainqueur.
Elle annonce sa retraite sportive début janvier 2017. En 2019, elle suit les traces de son père en devenant entraineur national de l'équipe de Malaisie après que Mohd Nafiizwan Adnan ait décliné l'offre.

## Palmarès

### Titres
- Championnats de Malaisie : 2 titres (2015, 2016)
- Championnats d'Asie par équipes : 4 titres (2006, 2008, 2014, 2016)

### Finales
- Open de Chine : 2011